# NGC 1508
NGC 1508 je galaksija u zviježđu Biku.

## Vanjske poveznice
- SEDS: NGC 1508